# Myoporum viscosum
Myoporum viscosum är en flenörtsväxtart som beskrevs av Robert Brown. Myoporum viscosum ingår i släktet Myoporum och familjen flenörtsväxter. Inga underarter finns listade i Catalogue of Life.